# 1939 (soundtrack)
1939 är ett soundtrack till filmen med samma namn som släpptes 1989.
Musiken i filmen (och albumet) är en blandning av nyskriven musik och låtar från trettiotalet. Bland andra Ture Rangström, Hasse Ekman, Nils Perne, Sven Paddock, Orup och Anders Glenmark komponerade musiken. Artister som Zemya Hamilton, Lisa Nilsson, Meta Roos, Louise Hoffsten medverkade.

## Låtlista
| Nr           | Titel                                             | Text                                | Musik                               | Längd |
| ------------ | ------------------------------------------------- | ----------------------------------- | ----------------------------------- | ----- |
| 1.           | 1939 (sång: Louise Hoffsten)                      | Ture Rangström                      | Anders Berglund                     | 3:31  |
| 2.           | Hjälten i mitt liv (sång: Lisa Nilsson)           | Ture Rangström                      | Anders Berglund                     | 5:04  |
| 3.           | How Do You Do, Mr. Swing (sång: Meta Roos)        | Jokern och Sven Paddock             | Jokern och Sven Paddock             | 2:37  |
| 4.           | Med dej i mina armar                              | Hasse Ekman                         | Kai Gullmar                         | 3:54  |
| 5.           | Jitterbug från Söder (sång: Louise Hoffsten)      | Nils Perne, Sven Paddock, Nils Lind | Nils Perne, Sven Paddock, Nils Lind | 2:37  |
| 6.           | Mitt Värmland                                     | —                                   | Anders Berglund                     | 3:08  |
| 7.           | Min arm omkring din hals                          | —                                   | Orup, Anders Glenmark               | 3:32  |
| 8.           | Min arm omkring din hals (sång: Zemya Hamilton)   | Orup                                | Orup, Anders Glenmark               | 3:17  |
| 9.           | On The Sunny Side Of The Street (sång: Meta Roos) |                                     |                                     | 2:23  |
| 10.          | I Didn't Know What Time It Was (sång: Meta Roos)  |                                     |                                     | 3:08  |
| 11.          | Hotland Swing                                     | —                                   | Anders Berglund                     | 2:10  |
| 12.          | Cherokee (sång: Louise Hoffsten)                  |                                     |                                     | 2:55  |
| 13.          | 1939                                              | —                                   | Anders Berglund                     | 3:23  |
| Total längd: | Total längd:                                      | Total längd:                        | Total längd:                        | 41:39 |

## Listplaceringar
| Lista (1990) | Topplacering |
| ------------ | ------------ |
| Sverige      | 27           |

### Fotnoter
1. ↑  ”1939 : soundtrack”. Svensk mediedatabas. 26 februari 1989. http://smdb.kb.se/catalog/id/001480195. Läst 1 januari 2016.
2. ↑  ”1939”. Swedishcharts. 26 februari 1990. http://www.swedishcharts.com/showitem.asp?interpret=Soundtrack&titel=1939&cat=a. Läst 1 januari 2016.